# Rebadgeage
 (août 2025).
Si vous disposez d'ouvrages ou d'articles de référence ou si vous connaissez des sites web de qualité traitant du thème abordé ici, merci de compléter l'article en donnant les références utiles à sa vérifiabilité et en les liant à la section « Notes et références ».
Dans l’industrie automobile, le rebadgeage (ou « badge engineering », locution anglophone empreinte d’une ironie délibérée, l’ingénierie proprement dite y étant négligeable, sinon absente,) est une pratique de segmentation marchande employée par les constructeurs à travers le monde. Plutôt que de développer un modèle ou une marque inédits — démarche onéreuse et périlleuse —, le fabricant use d’un artifice distinctif en apposant une nouvelle identité visuelle (emblème, logotype ou appellation) sur une gamme préexistante,.
Le terme désigne une pratique industrielle consistant à substituer les emblèmes, marques et attributs distinctifs d’un véhicule automobile afin de le commercialiser sous une autre apparence, voire sous une autre marque. Cette technique permet de présenter un modèle existant comme une nouveauté, sans engendrer de coûts de développement substantiels. Les modifications opérées peuvent se limiter à l’échange des emblèmes et des insignes, ou s’étendre à des retouches stylistiques mineures, telles que la reconfiguration des projecteurs, des feux arrière, des boucliers ou même du revêtement de la carrosserie. Dans des cas plus rares, des différences mécaniques, comme des motorisations ou des transmissions distinctes, sont introduites. L’objectif principal demeure la mutualisation des frais de conception et de production entre plusieurs modèles, permettant ainsi d’amortir plus aisément les investissements initiaux. Un exemple notoire est celui de la Pontiac Firebird, déclinaison rebadgée de la Chevrolet Camaro produite par General Motors entre les années 1960 et les années 2000. Bien que ces véhicules partagent une plateforme commune, chaque marque y apposait des éléments esthétiques et dynamiques distinctifs. 
Dans plusieurs États, notamment le Japon, les manufacturiers automobiles emploient fréquemment les locutions « fourniture OEM » ou « fourni par l’OEM » pour qualifier les véhicules issus d’un rebadgeage, c’est-à-dire des modèles conçus par un constructeur puis commercialisés sous la marque d’un autre,,.   
Bien que le partage de plateforme implique souvent un changement de nom et de marque, il peut aller plus loin, car le design peut être utilisé dans plusieurs configurations. Par exemple, une même plateforme peut être à la base d'une berline, d'une berline à hayon ou d'un SUV/CUV.
Le rebadgeage automobile peut être assimilé aux pratiques de marquage blanc observées dans d’autres secteurs de biens de consommation, tels que l’électroménager ou l’outillage.

## Histoire
Le premier cas attesté de réemploi de carrosseries manufacturées par un tiers survint en 1917 avec l’automobile Texas, assemblée à Fort Worth (Texas), laquelle utilisait des caisses d’origine Elcar, produites à Elkhart (Indiana). 
« Probablement la première occurrence industrielle où un véhicule se mue en un autre » remonte à 1926, lorsque les modèles Ajax, de dimensions plus modestes, lancés par Nash Motors, furent abandonnés après que plus de 22 000 exemplaires eurent été écoulés durant l’année inaugurale de la marque. Le président-directeur général de l’entreprise, Charles W. Nash, décréta que ces véhicules seraient désormais commercialisés sous l’appellation « Nash Light Six », marque automobile déjà établie et jouissant d’une solide réputation. La production fut interrompue durant deux jours afin de substituer, sur les Ajax non expédiées, les emblèmes, enjoliveurs et calandres par ceux de la marque Nash. Par ailleurs, des kits de conversion furent gracieusement distribués aux propriétaires d’Ajax, leur permettant de requalifier leur véhicule et de préserver ainsi leur investissement dans une automobile issue des usines Nash. 

Dès sa fondation en 1909, General Motors (GM) instaura une politique de rationalisation industrielle en partageant châssis et plateformes entre ses différentes marques. GMC, alors spécialisé dans la production de camions, diffusa certains de ses modèles sous l’enseigne Chevrolet, tandis que les véhicules du groupe reposaient sur des architectures communes à Oakland, Oldsmobile, Buick et Cadillac. Les distinctions esthétiques entre ces marques s’affinèrent progressivement, notamment grâce à l’intervention de Fisher Body — fournisseur exclusif des carrosseries, intégré à GM en 1925 — et à la création, en 1928, du département Art and Color, placé sous la direction d’Harley J. Earl. Pour l’année-modèle 1958, GM célébra son cinquantenaire en présentant des éditions commémoratives pour chacune de ses marques (Cadillac, Buick, Oldsmobile, Pontiac et Chevrolet). Ces modèles arboraient une silhouette quasi identique, tout en proposant des déclinaisons haut de gamme au design harmonisé : la Cadillac Eldorado Seville, la Buick Limited Riviera, l’Oldsmobile Starfire 98, la Pontiac Bonneville Catalina et la Chevrolet Bel-Air Impala.
Un exemple ultérieur fut celui de Wolseley Motors après son acquisition par William Morris. À l’issue de la Première Guerre mondiale, « Wolseley commença à s’éloigner de son identité distinctive pour finalement adopter la pratique du rebadgage. » Ce phénomène se reproduisit lors de la fusion d’Austin Motor Company et de la Nuffield Organization (maison mère de Morris Motors), donnant naissance à la British Motor Corporation (BMC). Si la rationalisation de la production visait une meilleure efficacité, « elle ne s’appliqua guère à la commercialisation ». Ainsi, chaque modèle fut décliné « par des ajustements d’équipements et de finitions, afin de séduire une clientèle pour laquelle la marque d’origine conservait une valeur marchande indéniable… » Cette « technique du rebadgage », comme elle fut nommée, reflétait les rivalités commerciales persistantes entre les entités constitutives du groupe. L’illustration la plus marquante de cette pratique au sein de la BMC fut l’ADO16 (1962), proposée sous les marques Morris, MG, Austin, Wolseley, Riley, ainsi qu’en version luxueuse sous l’appellation Vanden Plas. De même, dès 1961, la Mini fut commercialisée sous les emblèmes Austin, Morris, Riley et Wolseley, ces deux dernières bénéficiant d’un coffre légèrement plus spacieux.

## Exemples

### Marques régionales
Le « badge engineering » se produit lorsqu'un constructeur automobile propose un même véhicule sous différentes marques et dénominations, généralement au sein d’un portefeuille de marques qu’il détient. Cette stratégie, fréquemment observée chez les grands manufacturiers régionaux — tels ceux des États-Unis, de l’Europe ou du Japon —, répond à diverses finalités, notamment l’élargissement d’une gamme commerciale sans nécessiter le développement de modèles inédits. Aux États-Unis, par exemple, General Motors illustre ce procédé en déclinant une plateforme commune sous les marques Chevrolet, GMC et Cadillac : le Chevrolet Tahoe, le GMC Yukon et le Cadillac Escalade partagent ainsi une même ossature technique et carrossière.
Dans un autre cas de figure, un même modèle automobile est affublé d’une marque distincte selon les contrées où il est écoulé. En Australie, durant les décennies 1980 et 1990, le « plan Button » contraignait les Nissan et Toyota importées à arborer les enseignes Ford et Holden (filiale de General Motors). Au Royaume-Uni, les véhicules Opel sont distribués sous l’appellation Vauxhall, tandis qu’aux États-Unis, ils furent jadis vendus sous les noms Saturn, Chevrolet et Buick. À l’inverse, la marque Holden, bien qu’inconnue en Amérique du Nord, y exporta certains de ses modèles sous des marques locales : la Holden Monaro devint la Pontiac GTO, la Holden Commodore fut écoulée sous les noms Pontiac G8, Chevrolet SS et Buick Regal (dans ses déclinaisons Sportback et TourX).

### Expansion de la marque
Une autre méthode d’ingénierie de marque consiste en l’échange de produits entre deux constructeurs distincts, permettant ainsi de combler les lacunes de leurs gammes respectives. Dans les années 1990, Honda et Isuzu conclurent un accord de ce type : Isuzu commercialisa la première génération de la Honda Odyssey sous l’appellation Isuzu Oasis, marquant ainsi son entrée dans le segment des monospaces. En contrepartie, Honda reçut les véhicules utilitaires sportifs (SUV) Isuzu Rodeo et Isuzu Trooper, rebaptisés respectivement Honda Passport et Acura SLX. Cet arrangement permit aux deux manufacturiers d’accéder à de nouveaux segments de marché sans engendrer les coûts inhérents au développement d’un véhicule inédit. Parallèlement, en Europe, Honda proposa le Crossroad, simple rébadgeage du Land Rover Discovery,,.  
À l’orée des années 2010, la Volkswagen Routan constituait une déclinaison rebadgée de la Dodge Grand Caravan, proposée alors que le constructeur allemand tentait de reconquérir le segment des monospaces en Amérique du Nord sans s’astreindre à une coûteuse adaptation réglementaire de ses propres modèles. Assemblé par Chrysler dans ses usines, ce véhicule partageait avec son homologue américain sa plateforme technique, son groupe motopropulseur ainsi que sa structure, bien que Volkswagen y eût apporté des retouches esthétiques distinctives et un équipement spécifique.

### Réseaux de distribution (Japon)
Au Japon, les manufacturiers automobiles adoptaient une approche singulière dans la distribution de leurs gammes de produits. À l’inverse des pratiques observées ailleurs, où un même véhicule était commercialisé sous différentes marques avec de légères altérations de la carrosserie, les firmes nippones privilégiaient la vente de modèles distincts au travers de multiples réseaux de distribution, chacun arborant une marque propre, bien qu’appartenant à un même consortium.

Au Japon, Toyota distribuait la Corolla exclusivement au sein de ses établissements dénommés Toyota Corolla, tandis que dans les concessions Toyota Auto Store, cette même automobile était désignée sous l’appellation Toyota Sprinter. De manière analogue, Nissan proposait la Nissan Cedric via son réseau Nissan Bluebird, tandis que la Nissan Gloria, bien que techniquement identique sous certains aspects, était écoulée par l’intermédiaire des enseignes Nissan Prince. Honda, quant à lui, pratiquait une stratégie similaire en commercialisant l’Honda Accord à travers divers canaux de distribution. Ainsi, celle-ci était vendue sous le nom d’Honda Vigor dans les magasins Honda Verno, tandis que le réseau Honda Clio la proposait sous la dénomination Honda Inspire — inversion notable, puisque le modèle initialement nommé Vigor fut rebaptisé Inspire pour ce dernier circuit.

### Coentreprises
Deux manufacturiers automobiles peuvent conjuguer leurs moyens en instituant une coentreprise afin d’élaborer un produit commun, lequel sera ensuite distribué sous leurs marques respectives. Ainsi, General Motors et Toyota s’associèrent au travers de NUMMI (New United Motor Manufacturing Inc.). Parmi les véhicules issus de cette collaboration — bien que non exclusivement assemblés au sein de cette entité — figurent la Toyota Sprinter et son homologue Chevrolet Prizm, suivies de la Toyota Matrix et de la Pontiac Vibe. Dans un autre accord similaire, Ford et Nissan conçurent et produisirent conjointement les monospaces Mercury Villager et Nissan Quest, commercialisés entre 1993 et 2002.
L’ingénierie de marquage peut survenir lorsqu’une entreprise autorise une société tierce, non affiliée, à distribuer une version altérée de son produit dans le cadre d’un contrat OEM (Original Equipment Manufacturer). Un exemple notable réside dans l’accord entre Volkswagen et Chrysler, par lequel le constructeur allemand commercialisa, de 2009 à 2014, une déclinaison remaniée des monospaces Dodge Caravan et Chrysler Town & Country sous l’appellation Volkswagen Routan.
L’ingénierie des badges peut survenir lorsqu’une société consent, par le biais d’un accord OEM (Original Equipment Manufacturer), à ce qu’une entreprise tierce, non affiliée, commercialise une version altérée de son produit. Ce procédé fut illustré par Volkswagen, qui diffusa sous l’appellation Routan (2009–2014) une variante remaniée des monospaces Dodge Caravan et Chrysler Town & Country, issus des usines de Chrysler.

#### Chine
En Chine, les manufacturiers étrangers d’automobiles se voyaient astreints à constituer des coentreprises avec des partenaires locaux afin d’y exercer leur activité. Jusqu’en 2022, les dispositions gouvernementales limitaient à deux le nombre de ces associations pour chaque investisseur extérieur. Ainsi, les principaux constructeurs étrangers établissaient fréquemment deux entités conjointes afin d’étendre leur emprise sur le marché, à l’instar de Toyota (FAW Toyota et GAC Toyota), Ford (JMC-Ford et Changan Ford), Volkswagen (SAIC-VW et FAW-VW) ou encore Honda (Dongfeng Honda et Guangqi Honda). Pour répartir les prérogatives de fabrication et de commercialisation entre ces coentreprises, les firmes adoptaient une stratégie analogue à celle déployée au Japon : produire un même véhicule sous deux appellations distinctes, en n’apportant que de légères altérations à la carrosserie.
GAC Toyota a manufacturé la Levin en tant que modèle concomitant de la Corolla, produite par FAW Toyota, ainsi que le Wildlander, issu du RAV4. De manière analogue, Honda a réparti plusieurs véhicules entre ses deux coentreprises locales, engendrant des déclinaisons telles que la Breeze, dérivée du CR-V, l’Elysion, inspiré de l’Odyssey, ou encore le XR-V, issu du HR-V, parmi d’autres exemples.
Dans certaines configurations, les manufacturiers étrangers recourent au rebadgage d’un véhicule conçu par leur partenaire local, notamment afin de l’exporter vers des marchés extérieurs. Parmi les exemples notables figurent la Chevrolet Captiva de seconde génération, déclinaison destinée à l’export du Baojun 530 produit par SAIC-GM-Wuling, ou encore le Ford Territory, adaptation remaniée du Yusheng S330 développé à l’origine par Jiangling Motors (JMC).

### Prolongation du cycle de vie
L’ingénierie des badges peut constituer une stratégie industrielle visant à prolonger la durée de vie commerciale d’un véhicule. Lorsqu’un modèle atteint son terme de production sous une marque donnée, il peut être transféré vers une autre enseigne, généralement au sein d’un même groupe ou d’une coentreprise. À titre d’exemple, la SEAT Exeo fut une déclinaison de l’Audi A4 B7, dont la carrosserie fut restylée et les outils de production, initialement utilisés à l’usine Audi d’Ingolstadt, furent démontés puis réinstallés dans l’usine SEAT de Martorell, en Espagne, après l’arrêt de la fabrication de l’A4 B7,. 
Autre illustration : le Dongfeng Fengdu MX6, conçu après la cessation du *Nissan X-Trail (T31)*, en reprenant quasi à l’identique sa structure, ou encore la Mariti Suzuki Zen Estilo, dérivée du Suzuki MR Wagon, alors récemment discontinué. L’atout majeur de cette approche réside dans la rentabilisation des investissements initiaux en outillage, autorisant une fabrication à moindres frais. Ce procédé permet ainsi soit une marge accrue, soit un tarif plus compétitif, voire une combinaison des deux.

### Véhicules de luxe
La pratique de l’ingénierie des emblèmes (badge engineering en anglois) se rencontre fréquemment dans les segments marchands dévolus aux produits de luxe. Ainsi, certains constructeurs automobiles emploient une plateforme mécanique issue de leur gamme courante comme assise à un modèle haut de gamme, lequel se distingue par des perfectionnements fonctionnels, technologiques ou stylistiques. Outre des modifications esthétiques manifestes — carrosseries redessinées, matériaux plus nobles, ornements spécifiques —, ces véhicules premium peuvent se voir dotés de groupes motopropulseurs (propulsion ou transmission intégrale) plus puissants ou mieux affinés, ainsi que d’équipements supplémentaires absents des versions ordinaires.
Un exemple notable de ce phénomène réside dans la stratégie de Ford Motor Company, qui commercialisa sa berline intermédiaire Ford Fusion sous l’appellation Lincoln MKZ, tandis que son SUV Ford Expedition fut décliné en Lincoln Navigator. Un cas plus polémique fut celui de l’Aston Martin Cygnet, simple réemploi de la citadine Toyota iQ, redéfinie par quelques aménagements spécifiques et un coffre redessiné. Destinée à satisfaire aux normes européennes sur les émissions, cette mouture voyait son prix presque tripler comparé à celui du modèle d’origine,,. À l’inverse, le groupe Volkswagen, sous la direction de Ferdinand Piëch, adopta parfois une démarche opposée : concevant d’abord le véhicule le plus abouti, il en dérivait ensuite des versions épurées pour ses marques moins prestigieuses. Cette approche se vérifie dans les cas de la Lamborghini Gallardo et de l’Audi R8, ou encore de l’Audi A4 et de la Volkswagen Passat.

### Partage de plateforme
Outre le rebadage et l’ingénierie des emblèmes, le partage de plateformes est une pratique courante dans l’industrie automobile. Au-delà de l’emploi commun d’un châssis mutualisé (bien que la structure monocoque soit désormais quasi universelle pour les automobiles et nombre de véhicules utilitaires légers), cette standardisation s’étend à des éléments tels que la transmission, les suspensions, ainsi qu’à divers composants et technologies. General Motors utilisa ainsi la plateforme B pour une grande partie de ses véhicules de large gabarit, à l’exception des Cadillac — usage quasi exclusif de 1959 à 1985. De même, Chrysler eut recours à sa plateforme B pour ses modèles intermédiaires, tandis que la plateforme C était réservée aux véhicules de grand format (hormis l’Imperial).

Dans l’industrie automobile nippone, l’emploi de plateformes communes a permis une diversification accrue des modèles proposés sur le marché nord-américain. À l’origine, la Lexus LS fut conçue spécifiquement pour le public étatsunien, tandis que son homologue, la Lexus ES, partagea par la suite sa plateforme — sans toutefois adopter une carrosserie identique — avec la Toyota Camry (à partir de 2013, ce fut également le cas de la Toyota Avalon, elle-même dérivée de la Camry). Honda, quant à lui, recourt à une architecture modulaire unique pour plusieurs véhicules commercialisés exclusivement en Amérique du Nord : le monospace Odyssey (version locale), ainsi que les SUV Pilot et Passport, le VUS Acura MDX et le pick-up intermédiaire Ridgeline.

1971–1979 GM X-body (compacte)
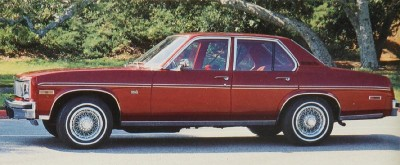
Chevrolet Nova 1978
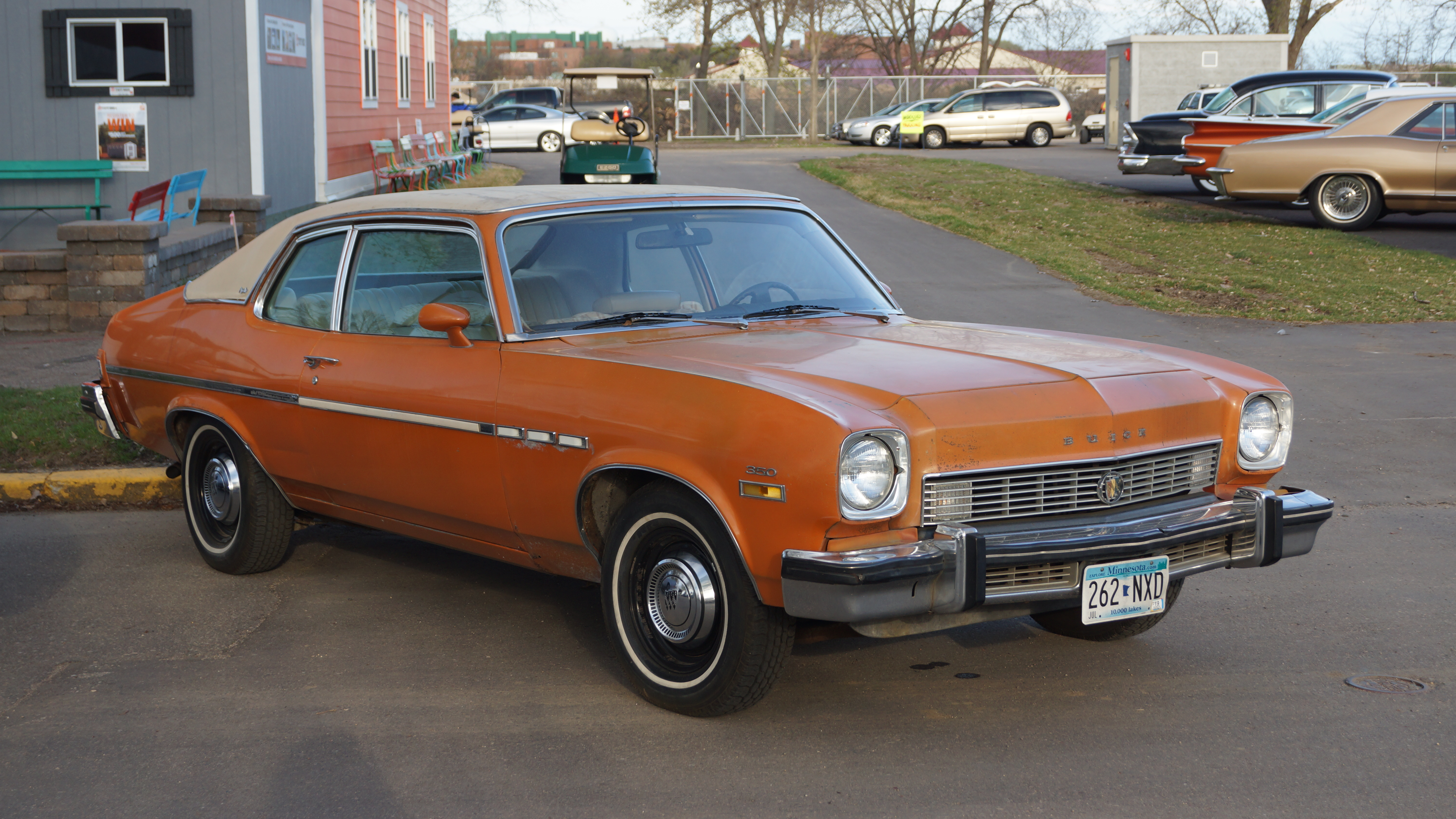
Buick Apollo 1973
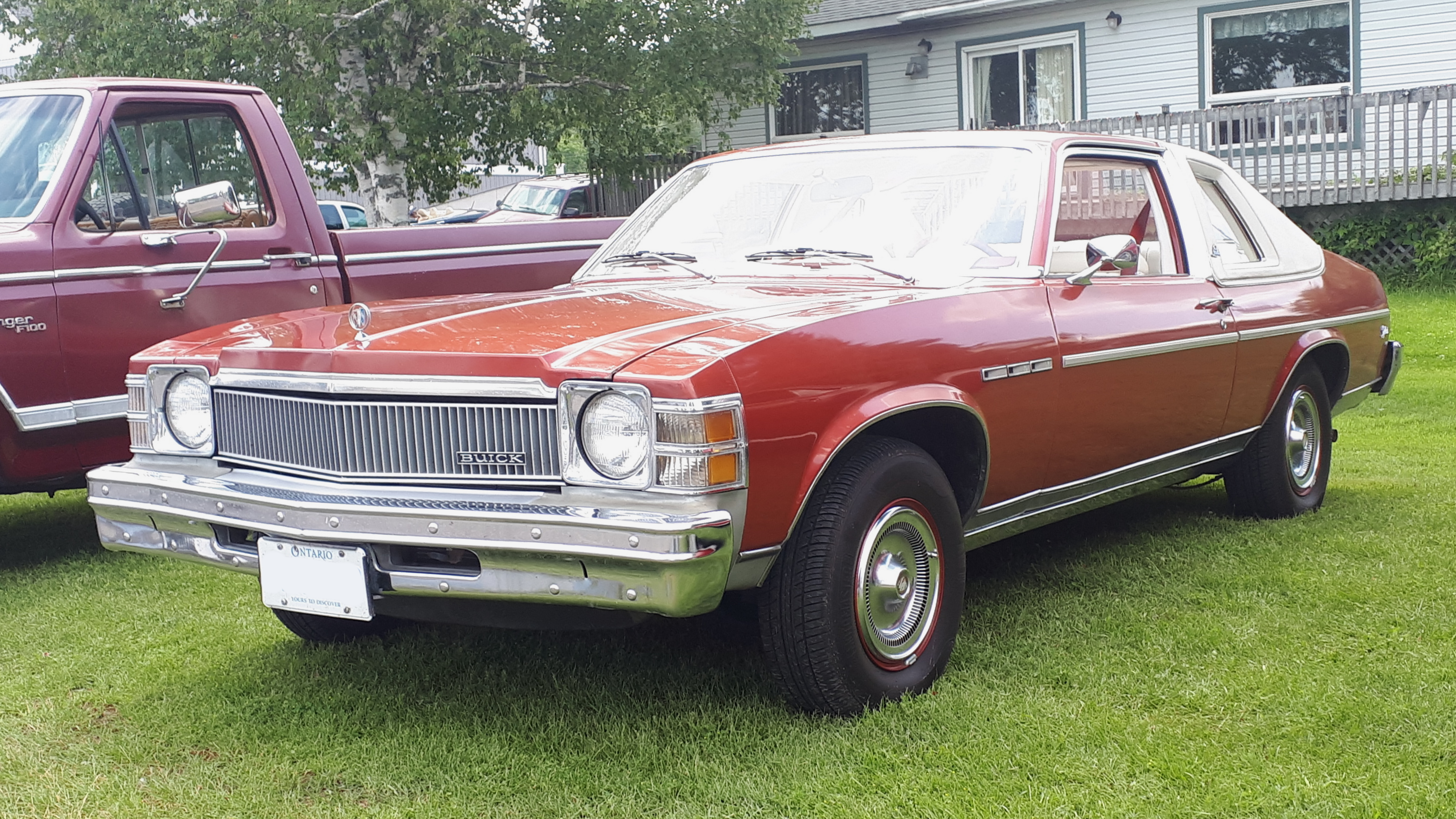
Buick Skylark 1979
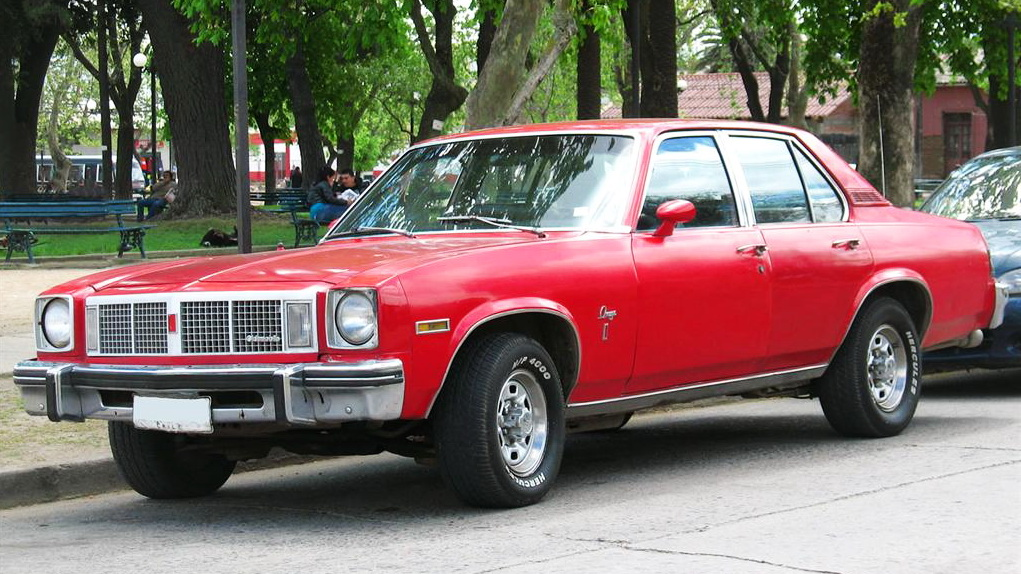
Oldsmobile Omega 1978
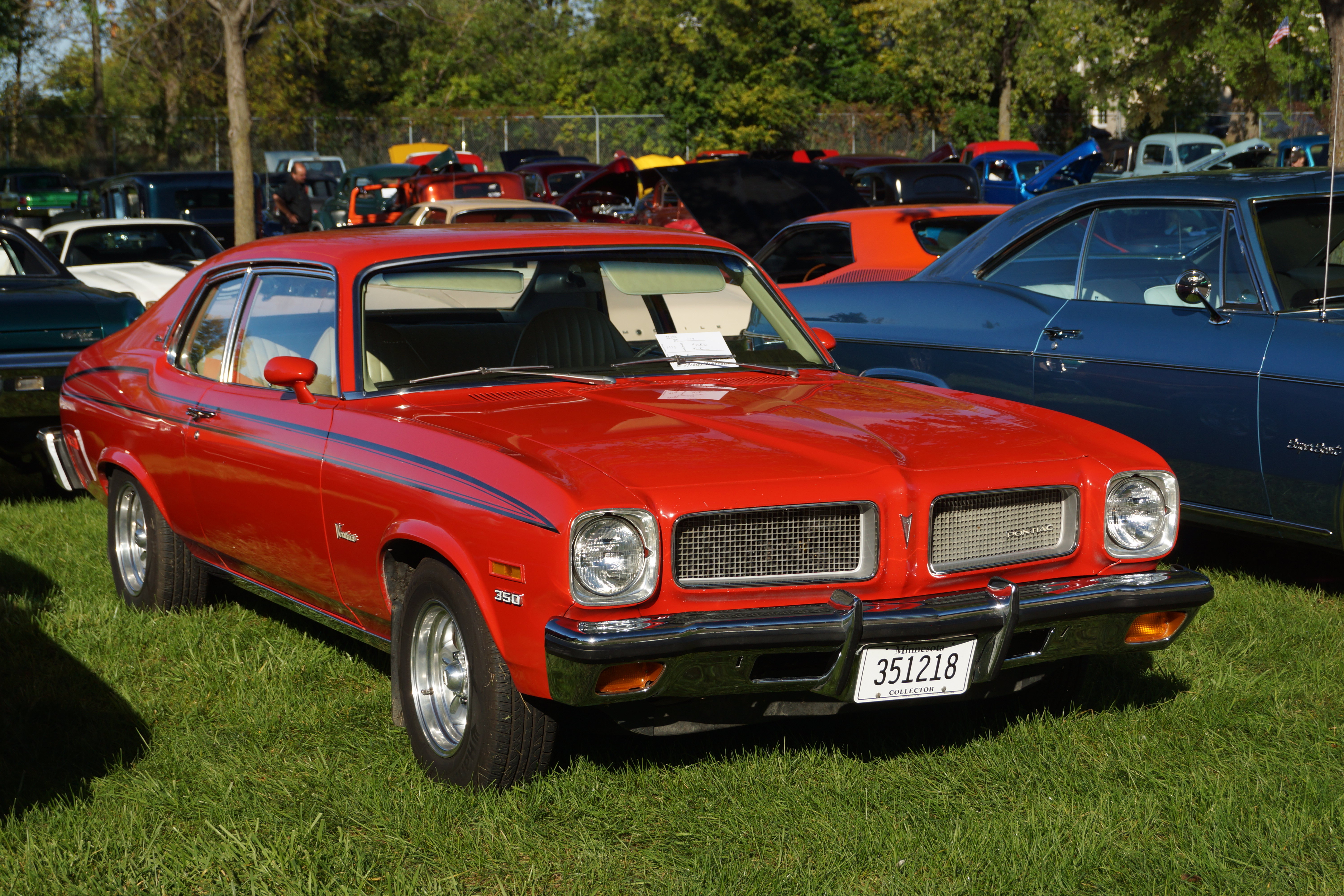
Pontiac Ventura 1973
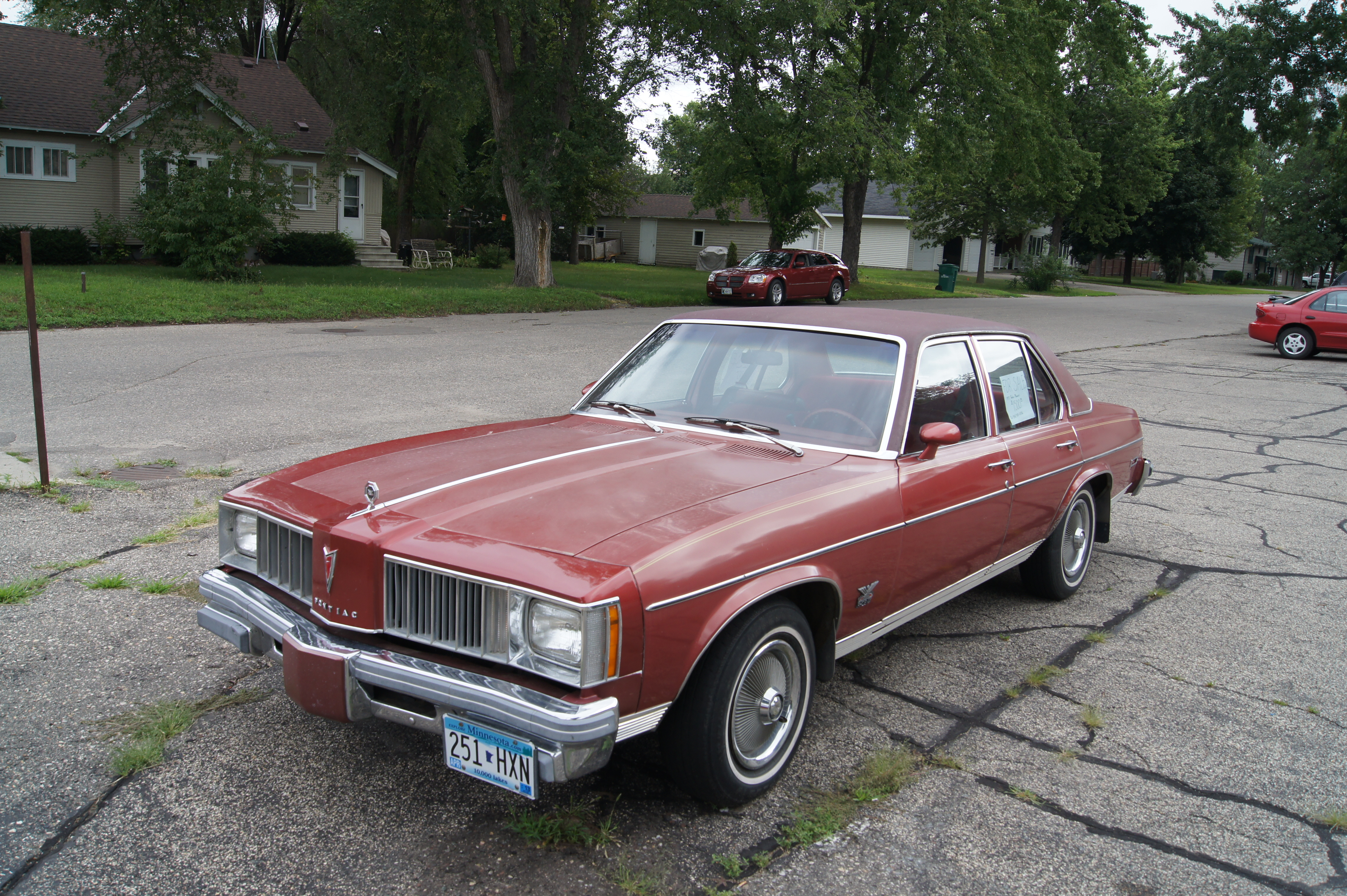
Pontiac Phoenix 1977

## Problèmes et controverses
Bien que le rebadgeage ait pour objet de diminuer les frais de développement en mutualisant les coûts de conception et de recherche sur plusieurs véhicules, son emploi malencontreux peut engendrer des écueils notables. L'exploitation de marques distinctes au sein d'un même consortium automobile accroît substantiellement les dépenses commerciales, chaque gamme exigeant une distribution spécifique au travers d'un réseau de concessionnaires dédié. Un usage inadéquat de cette pratique peut également induire un phénomène de cannibalisation entre marques sœurs, particulièrement lorsque leur identité respective manque de clarté ou qu'un modèle rebadgé pâtit des insuffisances de son homologue. Cette situation survient lorsque la différenciation entre les marques est ténue, voire inexistante, ou lorsque l'échec d'une déclinaison entraîne un discrédit sur les versions afférentes.
Durant les années 2000, les trois principaux constructeurs automobiles américains rationalisèrent leur portefeuille de marques en se séparant de celles jugées déficitaires. Chrysler, après avoir abandonné Eagle en 1998, mit fin à Plymouth en 2001. Ford, confronté à la crise économique de la fin des années 2000, céda successivement Jaguar, Land Rover, Aston Martin et Volvo Cars, avant de supprimer Mercury en 2010. General Motors, quant à lui, procéda à plusieurs restructurations marquantes.** Dès 1997, la sous-marque Geo disparut, suivie par Oldsmobile en 2004 – la plus ancienne marque américaine encore en activité à l’époque.** Après son dépôt de bilan en 2009, GM liquida Pontiac, Saturn et Hummer en 2010, tandis que Saab fut vendue avant de cesser définitivement ses activités.** Enfin, en 2017, le groupe se départit de ses filiales européennes Opel et Vauxhall au profit de PSA (devenu depuis Stellantis).

### Plateformes compactes GM X/H
Face à la crise pétrolière de 1973, General Motors élargit sa gamme de véhicules sobres en carburant au-delà de sa marque Chevrolet, réintroduisant des modèles compacts au sein de ses divisions Buick, Oldsmobile et Pontiac. Dès l’année-modèle 1971, la Pontiac Ventura, dérivée de la Chevrolet Nova (plateforme X), fut lancée, suivie en 1973 par la Buick Apollo et l’Oldsmobile Omega. Ces quatre modèles, reposant sur une architecture commune (désignée NOVA par acronyme de leurs noms), partageaient une carrosserie identique. Les distinctions entre marques se limitaient à des variations esthétiques, telles que les dessins de calandre, les feux avant et arrière, ainsi que les ornements de garniture.
Afin d’étendre son influence sur le marché des sous-compactes, la plateforme Chevrolet Vega, pourvue d’une carrosserie H, fut utilisée dès l’an de modèle 1975 pour des variantes nouvelles, distribuées sous les noms de Chevrolet Monza, Buick Skyhawk et Oldsmobile Starfire, avant que n’y fût adjointe, l’année suivante, la Pontiac Sunbird. Tout comme les modèles à carrosserie X, ces véhicules partageaient une ossature identique entre les quatre marques, ne se différenciant que par des attributs esthétiques — frontons, lanternes et habillements — spécifiques à chaque enseigne.

1975–1980 GM H-body (sous-compacte)
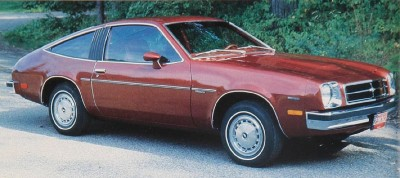
Chevrolet Monza 1978 (hayon)
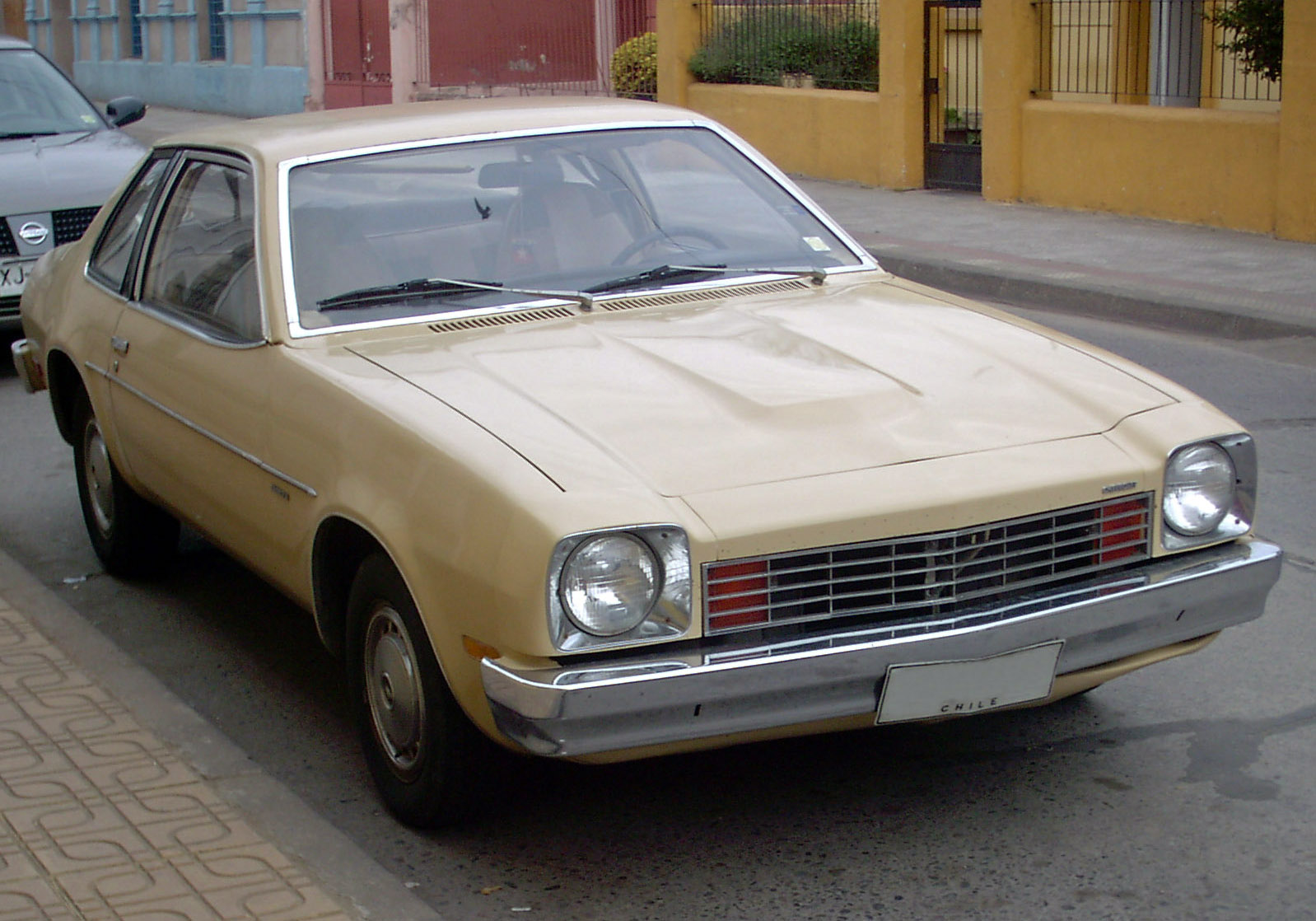
Chevrolet Monza 1977 (coupé)
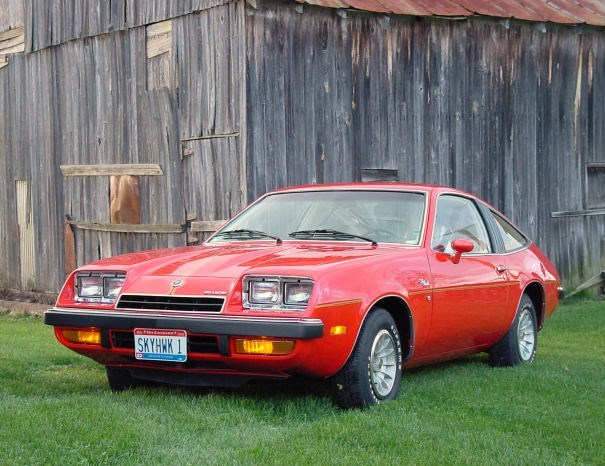
Buick Skyhawk 1975
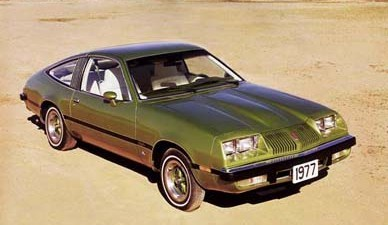
Oldsmobile Starfire 1977
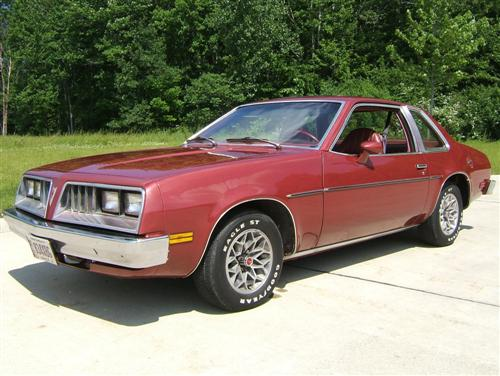
Pontiac Sunbird 1978 (coupé)

### Moteurs divisionnaires GM
Jusqu’en 1981, la majeure partie des automobiles assemblées par General Motors se voyaient dotées de propulseurs conçus par leurs subdivisions attitrées, suivant un usage établi de longue date. Néanmoins, dès ladite année, la compagnie abrogea cette coutume, substituant aux motorisations distinctes une nomenclature uniforme, estampillée « GM ». Seule la marque Cadillac fut exceptée de cette mesure, se réservant l’usage exclusif de groupes moteurs particuliers, tels les V8 Northstar et Blackwing.
En 1981, General Motors (GM) fut contraint de solder un litige judiciaire initié en 1977 par des consommateurs ayant acquis des Oldsmobile Delta 88 de 1977, équipées d’un moteur Chevrolet small-block V8 de 5,7 litres (350 CID) au lieu du moteur Oldsmobile V8 de 5,7 litres (350 CID) initialement annoncé. Cette substitution résultait d’une erreur de prévision de la part de GM, qui, anticipant une nouvelle crise pétrolière, avait réduit sa production de moteurs V8 au profit de propulseurs V6, sous-estimant la persistance de la demande pour les V8 Oldsmobile. Ainsi, près de 60 % des Delta 88 commercialisées cette année-là furent dotées du moteur Chevrolet. L’État de l’Illinois engagea des poursuites contre GM, l’accusant de publicité fallacieuse. En 1981, le constructeur transigea avec les plaignants et mit un terme à sa politique de spécificité motrice par division. Dès lors, jusqu’aux années 1990, les publicités de GM inclurent une clause restrictive stipulant que « les Oldsmobiles (ou toute autre division de GM) sont équipées de moteurs fabriqués par diverses divisions, filiales et sociétés affiliées de GM dans le monde entier ».

### Lincoln Versailles et Cadillac Cimarron

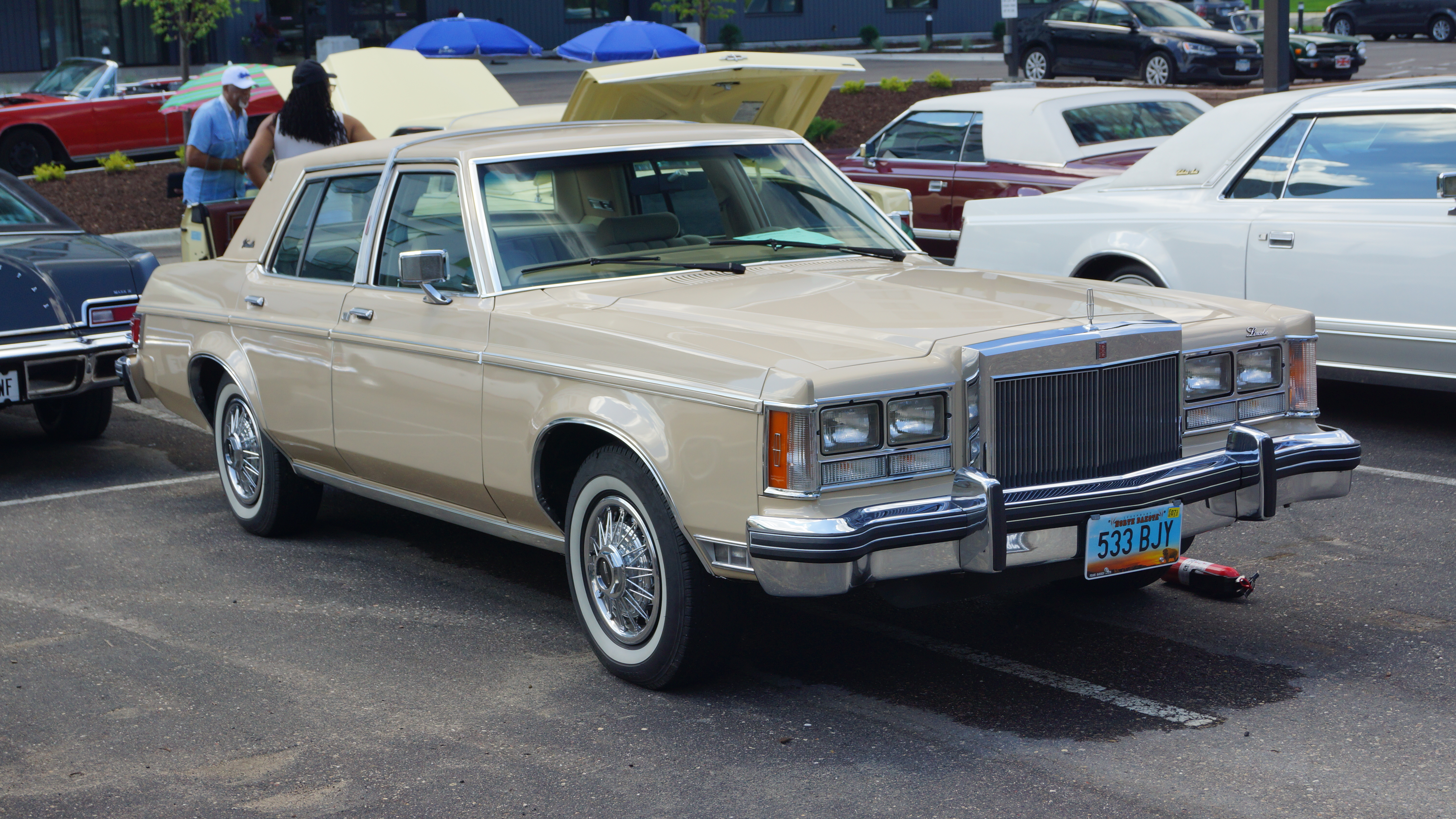
Lincoln Versailles 1979

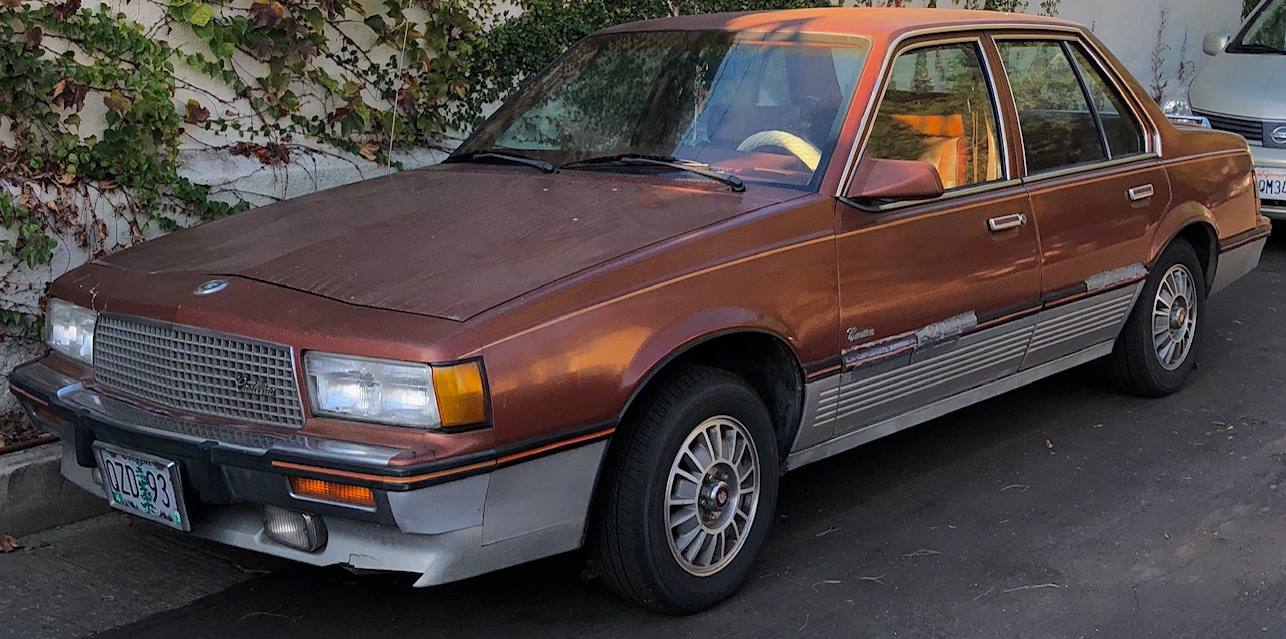
Cadillac Cimarron 1987-1988

Avant le milieu des années 1970, les marques américaines Lincoln et Cadillac proposaient des gammes exclusivement constituées de berlines spacieuses — à deux ou quatre portes — ainsi que de coupés grand luxe de dimensions imposantes. Au tournant de cette décennie, les constructeurs européens commencèrent à promouvoir leurs berlines haut de gamme comme des véhicules de prestige sur le marché nord-américain. Bien que des modèles tels que la BMW Bavaria/3.0Si, la Jaguar XJ6/XJ12 et la Mercedes-Benz Classe S (W116) affichassent des tarifs comparables à ceux de la Cadillac Sedan de Ville et de la Lincoln Continental, ces automobiles se distinguaient par une masse inférieure de plusieurs tonnes et une longueur réduite de plusieurs mètres (seule la Rolls-Royce Phantom V, assemblée artisanalement, égalait les productions américaines en encombrement). Face à la crise pétrolière de 1973 et afin de reconquérir des parts de marché érodées, Cadillac et Lincoln introduisirent des véhicules de format plus modeste au sein de leurs catalogues. Dans l’un des exemples les plus polémiques de rebadgeage de l’histoire automobile, ces modèles furent directement dérivés de plateformes empruntées aux gammes inférieures des groupes General Motors et Ford.
Pour l'année-modèle 1977, Lincoln introduisit la Versailles, en réponse à la Cadillac Seville nouvellement lancée. Tandis que cette dernière reposait sur un châssis commun à la Chevrolet Nova et à la Camaro, la Versailles empruntait l’essentiel de sa carrosserie à la Mercury Monarch – elle-même jumelle de la Ford Granada –, une gamme supplantant l’ancienne Mercury Grand Monarch Ghia. Démunie face à des ventes trois fois inférieures à celles de la Seville, la Versailles ne rencontra pas les attentes escomptées et fut prématurément retirée dès l’année-modèle 1980.
En 1982, Cadillac dévoila la Cadillac Cimarron afin de rivaliser avec les berlines compactes de luxe européennes. Plus petite automobile produite par la marque depuis l’aube du XXe siècle, la Cimarron reposait sur la plateforme « J-body » de General Motors, commune à plusieurs berlines quadriportes de la firme. Conçue et mise en marché en moins d’une année avant le lancement de cette architecture, Cadillac ne put guère différencier la Cimarron de ses consœurs Chevrolet, Buick, Oldsmobile et Pontiac. Bien qu’elle partageât l’essentiel de sa carrosserie avec la Chevrolet Cavalier à quatre portes, la Cimarron était proposée à un tarif approchant le double. Par surcroît, les modèles issus de la plateforme « J-body » des autres divisions de GM pouvaient recevoir des équipements quasi identiques pour un coût moindre. Si les ventes de la Cimarron furent comparables à celles de ses homologues Buick Skyhawk et Oldsmobile Firenza, son déclin commercial précipita son retrait après l’année-modèle 1988.

Bien que la Lincoln Versailles fût tombée dans un oubli quasi complet après son abandon en 1980 (son rôle étant suppléé par la réduction des dimensions de la Lincoln Continental à partir de 1982), la Cadillac Cimarron infligea un préjudice notable à l’image de la marque Cadillac, dont les parts de marché déclinèrent de près de moitié entre 1980 et 1998. À ce jour, ni Lincoln ni Cadillac n’ont réitéré l’expérience d’une automobile de gabarit compact. Par le biais d’un remaniement de gamme, Lincoln produisit la Lincoln MKZ, de taille moyenne (partageant ses montants avec la Ford Fusion ; lors de son restylage de 2013, aucun autre élément de carrosserie ne fut mutualisé). Quant à Cadillac, elle adopta l’Opel Omega B, rebaptisée Cadillac Catera pour son entrée dans le segment des véhicules intermédiaires, avant de lui substituer un modèle reposant sur une plateforme commune à d’autres divisions du groupe.

### Plateforme A de GM
De 1982 à 1986, la plateforme A à traction avant servit de base à plusieurs véhicules emblématiques de General Motors, dont la Chevrolet Celebrity, l’Oldsmobile Cutlass Ciera, la Pontiac 6000 et la Buick Century. Ces modèles, issus d’une même ossature technique, illustrèrent de manière frappante la pratique du badge engineering au sein du constructeur. Leur similitude quasi indécelable fut d’ailleurs soulignée de manière critique dans l’édition du 22 août 1983 du magazine Forbes, qui les présenta côte à côte en couverture comme un exemple d’uniformité industrielle,,.   

### Aigle (Chrysler)

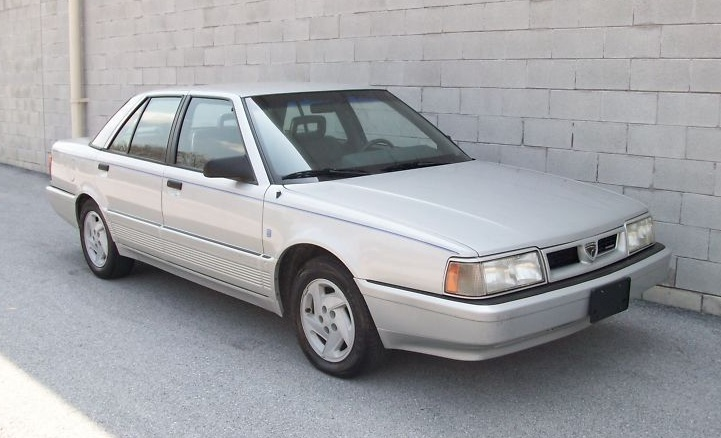
Eagle Premier 1992 (Renault 25/Dodge Monaco)

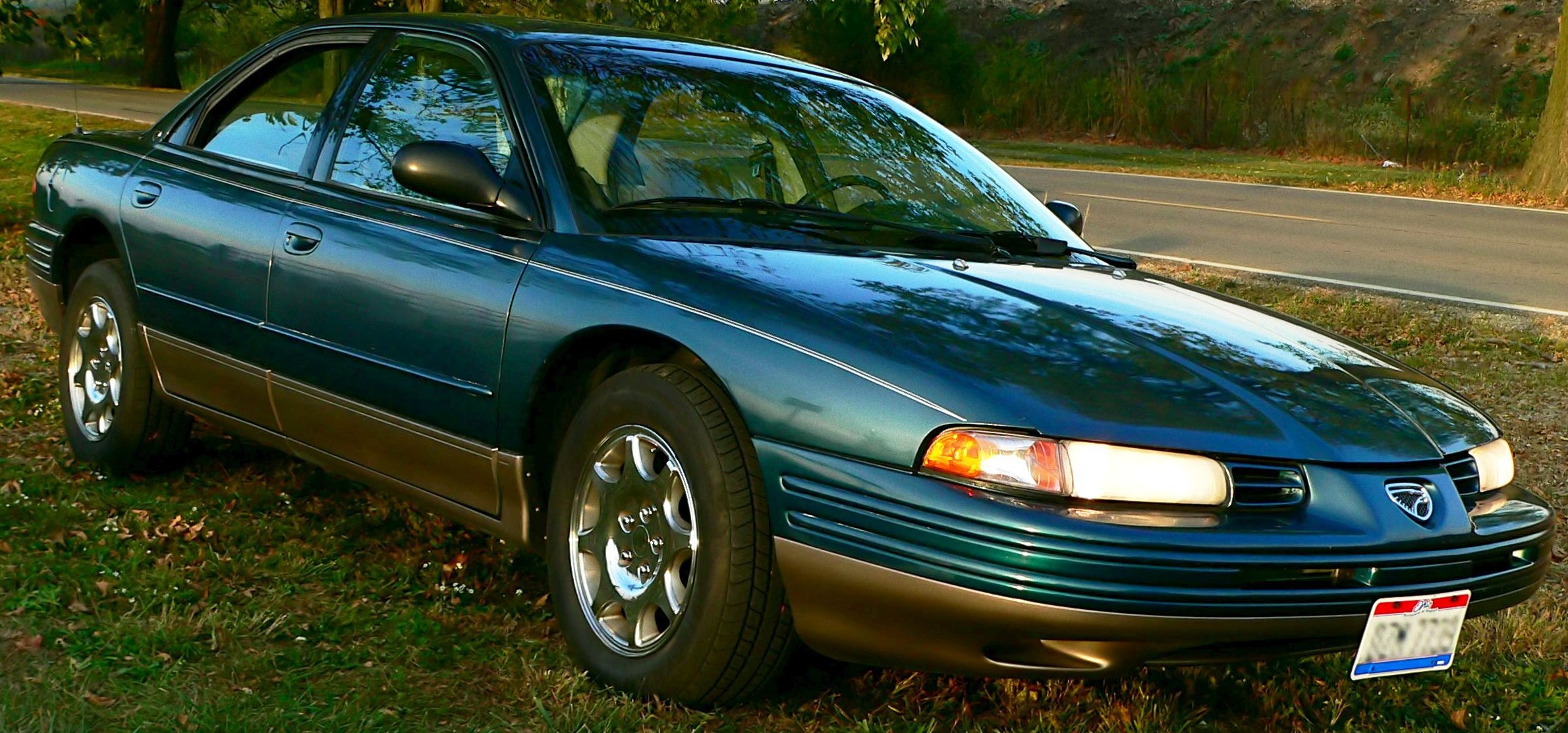
Eagle Vision 1995 (Chrysler Concorde/Dodge Intrepid)

En 1987, Chrysler Corporation procéda au rachat d’American Motors Corporation (AMC) auprès de Renault, marquant ainsi le retrait définitif du constructeur français du marché nord-américain. Dans le cadre de cette transaction, Chrysler se vit attribuer le réseau de concessionnaires d’AMC, la gamme des véhicules à transmission intégrale AMC Eagle, ainsi que la division des véhicules tout-terrain et pick-up Jeep. Dès 1989, Chrysler institua la division Jeep-Eagle, dans le dessein de recentrer ses activités autour de la marque Jeep et d’offrir une ligne de véhicules spécialisés, distincte des productions conventionnelles du groupe.
Après l’interruption de la production de l’AMC Eagle Wagon au début de l’année 1988 – un modèle issu de l’AMC Hornet de 1971 –, la marque Eagle élargit son offre avec l’introduction des Premier et Medallion la même année, véhicules conçus par Renault avant la cession d’AMC. Afin de diversifier sa gamme au-delà de ces deux berlines, Chrysler, alors propriétaire de la marque, se tourna vers Mitsubishi, commercialisant la Summit en 1989 (variante des Dodge/Plymouth Colt) puis la Talon en 1990 (dérivée de la Mitsubishi Eclipse). À l’inverse de la gamme Jeep, Eagle s’adressait principalement à une clientèle attirée par les automobiles d’inspiration importée. 
En 1992, la marque Eagle mit en circulation la Vision, une berline de grand gabarit succédant à la Premier, marquant ainsi le premier véhicule conçu intégralement par Chrysler sous cette enseigne. Positionnée entre la Dodge Intrepid et la Chrysler Concorde, la Vision partageait l’essentiel de ses ornements extérieurs avec cette dernière. Contrairement à ses congénères de la plateforme LH, elle se distinguait par une configuration intérieure strictement quinquepersonnelle, singularité qui en fit un modèle à part au sein de la gamme.
À l’occasion de la fusion Daimler-Chrysler en 1998, la marque Eagle fut supprimée ; quant à la marque Jeep, demeurant sans équivalent, elle fut intégrée aux réseaux de distribution Chrysler et Dodge. La Chrysler 300M, conçue à l’origine comme une seconde génération de l’Eagle Vision, fut finalement produite sous l’appellation Chrysler après l’abandon de la marque Eagle. Ce repositionnement s’accompagna d’une légère refonte de la calandre, du remplacement des emblèmes Eagle par ceux de Chrysler, ainsi que d’un aménagement intérieur conforme aux canons stylistiques de la marque.

### Lexus ES250 et Infiniti M30

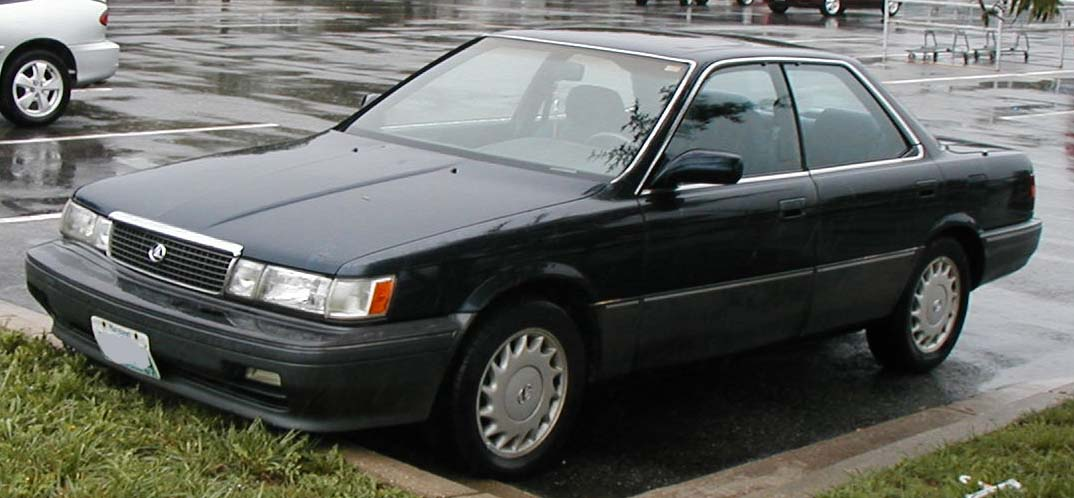
Lexus ES250 (Toyota Camry Prominent/Toyota Vista)

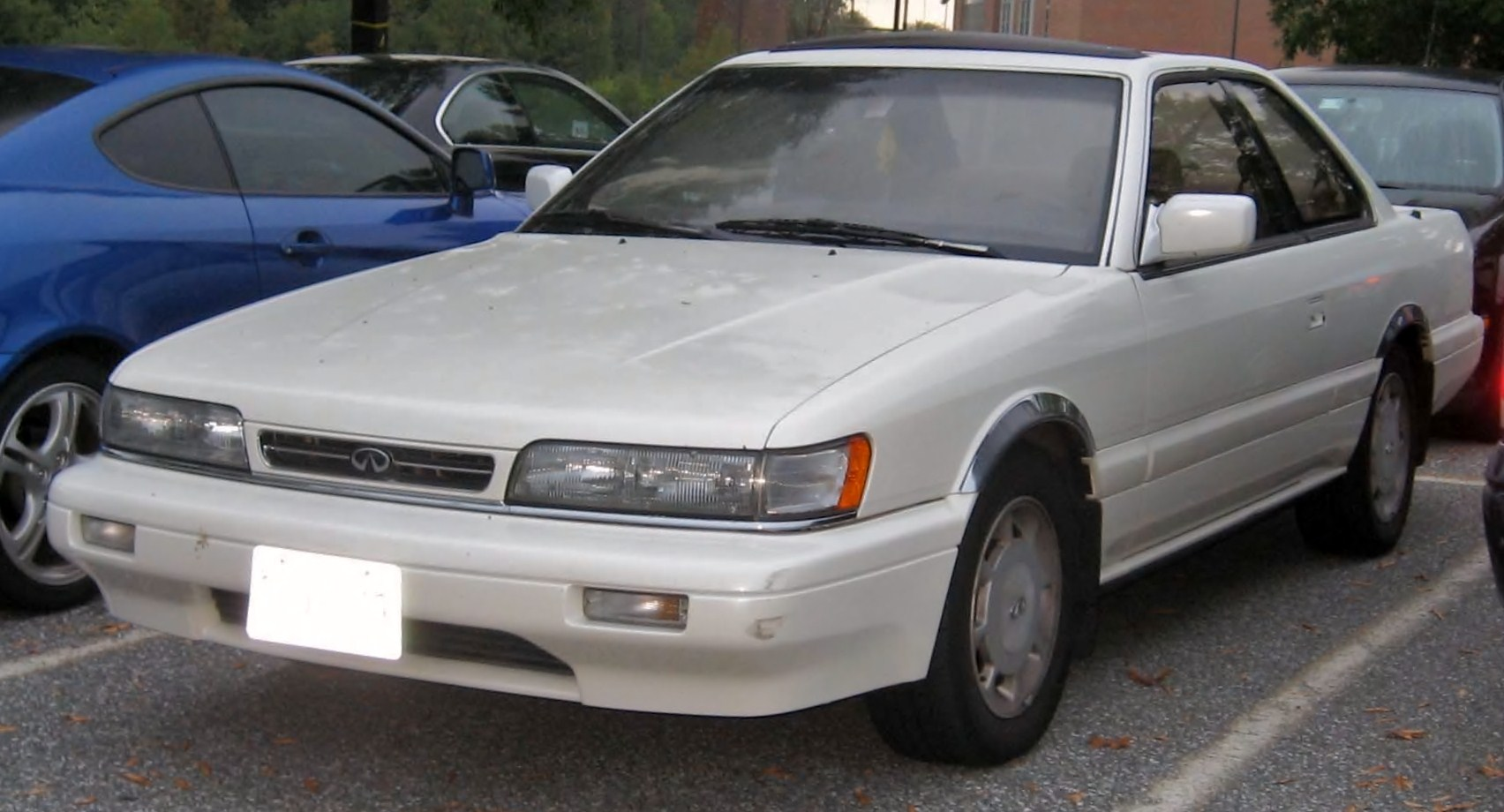
Infiniti M30 (Nissan Leopard)

Pour l'année-modèle 1989, Toyota et Nissan introduisirent sur le marché américain leurs marques automobiles haut de gamme, respectivement Lexus et Infiniti, emboîtant le pas à Honda, lequel avait préalablement lancé Acura. Ces nouvelles enseignes furent inaugurées avec les berlines full-size Lexus LS400 et Infiniti Q45, véhicules inédits spécialement conçus pour cette clientèle. Dès 1990, les deux constructeurs étoffèrent leur gamme en y adjoignant des modèles d'origine japonaise, reconfigurés et requalifiés en tant qu'options d'entrée de gamme.
La Lexus ES250 est une automobile de type berline à quatre portes, dérivée de la Toyota Camry V20. Bien que présentant une apparence proche de la Camry commercialisée en 1987, l’ES250 consistait en réalité en une Toyota Camry Prominent/Vista réaffectée – un modèle initialement conçu pour le marché japonais. Sous les appellations Prominent ou Vista (variant selon le réseau de distribution), cette berline se distinguait par une carrosserie à toit rigide doté de montants, une ligne de faîtage légèrement plus affaissée, ainsi que des éléments de carrosserie retravaillés. Outre l’adaptation à la conduite à gauche, l’ES250 intégrait un habitacle s’inspirant de celui de la Lexus LS, modèle supérieur dans la gamme, tout en reprenant des éléments stylistiques similaires, tels que les enjoliveurs de roues et les feux arrière.
L'Infiniti M30 est un coupé tricorps à deux portes, issu de la Nissan Leopard — modèle qui ne fut jamais diffusé sur le marché nord-américain. Outre la version fermée, Infiniti proposait ce véhicule en cabriolet, également à deux portes, dont la transformation fut réalisée aux États-Unis. À l'exception de son emblème et de son tableau de bord — emprunté à la Nissan Skyline configurée pour la conduite à gauche —, la M30 ne se distinguait guère de la Leopard, si ce n'est par la position de son gouvernail.

Conçues originellement comme des modèles de substitution, les ES250 et M30 furent rapidement éclipsées par les berlines emblématiques de leurs marques respectives. Dès l’arrêt de leur production en 1992 — coïncidant avec la fin de cycle de leurs homologues nippones —, elles disparurent des catalogues. Dès l’année suivante, l’ES250 céda sa place à l’ES300, laquelle, bien que partageant sa carrosserie avec la Toyota Vista/Windom et sa plateforme mécanique avec la Camry, s’en distinguait nettement sur le plan esthétique. Quant à la M30, Infiniti l’abandonna au profit de la J30, une berline à quatre portes (dérivée de la Nissan Leopard J Ferie sur le marché japonais).

### Rover CityRover

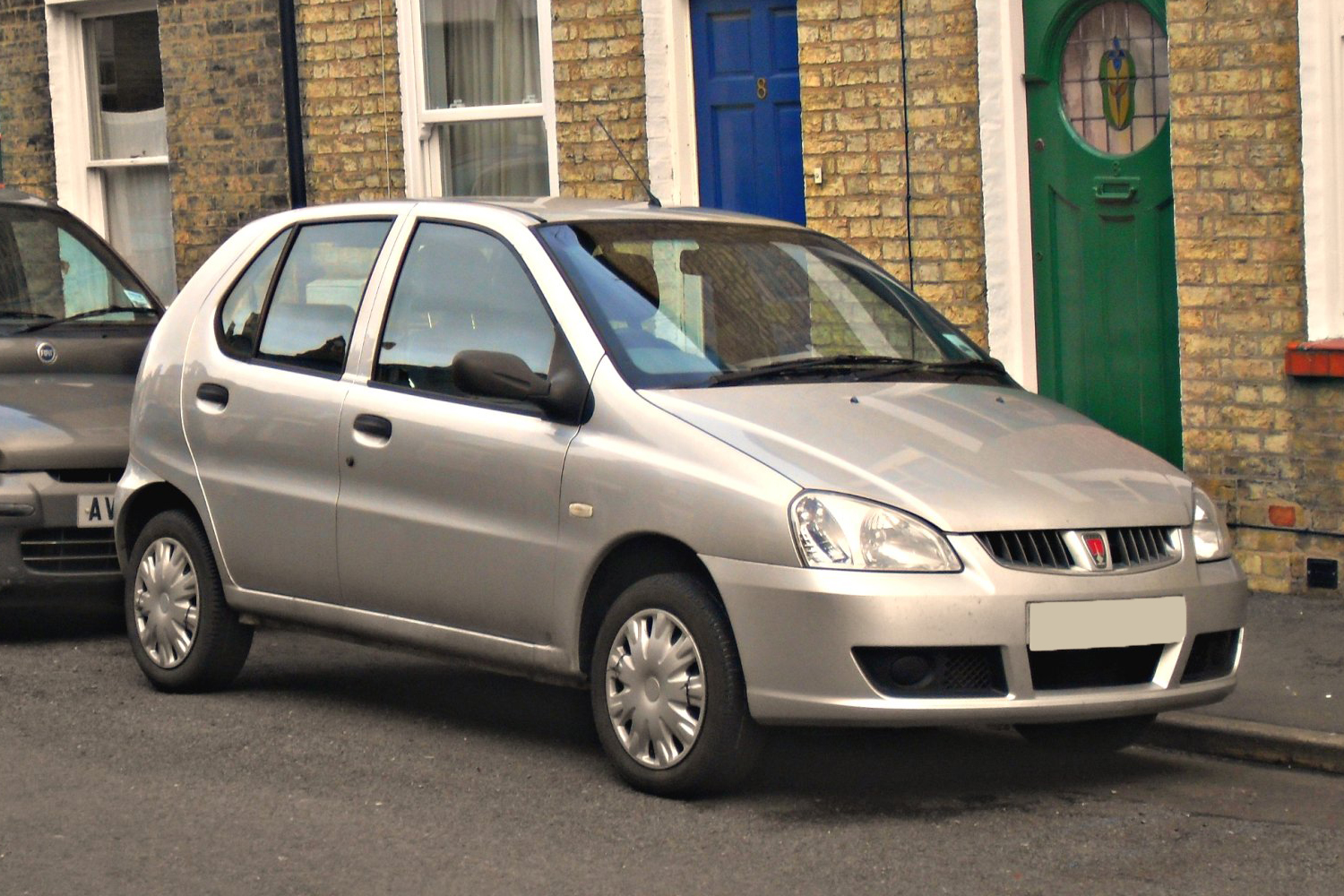
Rover CityRover 2004 (Tata Indica)

La Rover CityRover, lancée en 2003 en tant qu’ultime véhicule du groupe MG Rover, était une simple rebadgeage de la Tata Indica, produite en Inde. L’essayiste automobile britannique George Fowler fustigea cette initiative, arguant que le constructeur, alors auréolé d’une certaine bienveillance populaire comme dernier représentant de l’industrie automobile nationale, avait tenté de « sauver Rover » par un subterfuge en écoulant « une voiture indienne dont les seuls attributs roveriens résidaient dans les emblèmes ». 

## Modèles produits sous licence
Une pratique dérivée du rebadgeage consiste à accorder des licences de fabrication d’un véhicule à des constructeurs étrangers. L’Austin 7 (1922-1939), conçue et produite par l’Austin Motor Company, fut le premier exemple notable de ce procédé. Ce modèle, diffusé sous licence à travers le monde, devint souvent le premier véhicule assemblé par ces manufacturiers. Parmi les bénéficiaires de cette licence figurent la firme américaine Bantam – ultérieurement impliquée dans la conception du premier Jeep –, l’allemand BMW et le japonais Nissan.
Parmi les automobiles produites après le second conflit mondial, la Fiat 124, conçue et manufacturée par le constructeur italien Fiat, fit l’objet de concessions de licence à divers fabricants à travers le monde. Ce modèle devint prééminent dans de nombreuses contrées d’Europe orientale et d’Asie occidentale. 
La Morris Oxford Series IV, produite par le constructeur britannique Morris à partir de 1955, devint Hindustan Ambassador en Inde, où sa fabrication perdura jusqu’en 2014. Un autre cas notable est celui de la Hillman Hunter, véhicule d’origine britannique, assemblée sous licence en Iran sous l’appellation Peykan. De même, la firme Naza, en Malaisie, manufactura des modèles sous licence des marques Kia et Peugeot, tels que la Naza 206 Bestari, dérivée de la Peugeot 206.
Un exemple similaire de produits sous licence conçus avec un badge serait la Volga Siber, une version rebadgée de la berline Chrysler Sebring et de la berline Dodge Stratus produites en Russie de 2008 à 2010.